# Marsdenia eriocaulis
Marsdenia eriocaulis är en oleanderväxtart som beskrevs av Kerr. Marsdenia eriocaulis ingår i släktet Marsdenia och familjen oleanderväxter. Inga underarter finns listade i Catalogue of Life.